# 제니린 메르카도
제니린 메르카도(Jennylyn Mercado, 1987년 5월 15일 ~ )는 필리핀의 가수, 배우이다.

## 개인 생활
2008년 21세의 나이에 메르카도는 자신이 임신했다고 밝혔다. 임신 사실을 알고 거리를 두던 당시 남자친구 패트릭 가르시아가 아이의 아버지로 알려졌다. 2008년 8월 16일 그녀는 제왕 절개를 통해 아들 알렉스 재즈를 낳았다.
2021년 그녀는 오랜 남자 친구 데니스 트릴로와 결혼했다. 부부는 2022년 4월 25일에 딜런이라는 이름의 딸을 처음으로 낳았다.
제니린과 데니스는 혼합 가족이며 각각 이전 관계에서 아들이 있다. 재즈는 패트릭 가르시아와 제니린의 아들이고 칼릭스는 칼렌 아길라와 데니스의 아들이다.

## 출연 작품
- 저스트 더 쓰리 오브 어스 (2016)
- 더 프리넙 (2015)
- # 왈랑 포레버 (2015)
- 잉글리쉬 온니, 플리즈 (2014)
- 인디오 (2013)
- 로사리오 (2010)
- 슈퍼 노이피 (2006)